# Alfred Thimmesch
Alfred Thimmesch, né le 29 mai 1901 à Metz et mort le 8 juillet 1944 au camp de concentration de Mauthausen, est un résistant français et Juste parmi les nations. Grâce à sa fonction de secrétaire de police, il établit des fausses pièces d'identité pour sauver des Juifs pendant la Seconde Guerre mondiale.

## Biographie
En 1923, il entre dans la police à Strasbourg.
Au début de la Seconde Guerre mondiale, il est marié et père de trois enfants. Avec sa famille, il est évacué de Strasbourg et affecté à Périgueux puis à Voiron .
Après la signature de l'armistice, il refuse de rentrer en Alsace annexée de fait et rejette la germanisation et la nazification de la région. Il adhère à l'organisation Noyautage des Administrations Publiques (NAP) au sein de laquelle il dirige le groupe « Police » de Voiron.
Voiron est en zone d'occupation italienne. Elle comprend une importante communauté de réfugiés juifs, car l'Italie est plus tolérante envers eux. Mais, le 8 septembre 1943, à la suite de la signature de l’armistice de Cassibile entre l'Italie et les Alliés, le Troisième Reich prend le contrôle des territoires jusque-là occupés par les Italiens en France. Les Allemands et la milice française, mènent une répression intense contre les résistants et la population juive.
Très actif au sein du Mouvements unis de la Résistance (MUR), Alfred Thimmesch renseigne sur les rafles anti-juives et prévient les familles devant être arrêtées. Il leur fournit de fausses cartes d’identité et de faux certificats de résidence,,.
À la suite d'une dénonciation, le 15 février 1944, Alfred Thimmesch est arrêté et interné à la prison Montluc où il subit les interrogatoires musclés de la Gestapo. Le 13 mars, il est transféré à Compiègne-Royallieu puis déporté, le 6 avril, au camp de concentration de Mauthausen où il est affecté au Kommando de Melk. Il meurt en déportation le 8 juillet 1944.
Son dénonciateur est abattu par la Résistance.
Après la guerre, sa veuve revient à Strasbourg, mais rencontre des difficultés, car le traitement de son mari est supprimé depuis février 1944 et leur ancien logement est occupé.

## Reconnaissance
- Alfred Thimmesch est promu secrétaire de police principal à titre posthume[3].
- Depuis le 12 décembre 2013, une rue porte son nom dans le quartier de La Robertsau à Strasbourg[5].
- Une vidéo sur son action est présentée dans le parcours permanent du Musée Historique de Strasbourg et dans l’exposition en ligne « Ports d’exil – ports d’attache. Destinées juives pendant la Seconde Guerre mondiale »[4].
- Le 24 avril 2023, une Stolpersteine est posée au 11 rue de la Nuée-Bleue à Strasbourg devant l’entrée de l’ancien commissariat central de police où Alfred Thimmesch travaillait[6].
- Le 8 juillet 2024, une rue est inaugurée en son nom à Voiron

## Distinctions
À titre posthume :
- Il est reconnu « Juste parmi les Nations » le 25 janvier 2009[1],[2],[3].
- Il est déclaré déporté résistant et mort en déportation[2],[3],[7].
- Médaille de la Résistance française (26 juillet 1947)[3],[8].